# 이메일 클라이언트
이메일 클라이언트(mail user agent, MUA)는 전자우편을 읽고 보낼 때 이용하는 컴퓨터 프로그램이다.
자바메일(Javamail)은 플랫폼 독립적인 자바 API이며, 표준 전자우편 프로토콜을 사용하는 전자우편 클라이언트나 서버를 개발할 때 쓰인다.

## 프로토콜
이메일 클라이언트에서 전자우편 수신을 지원하는 프로토콜은 POP3, POP4 등이 있다. IMAP와 최신의 IMAP4가 서버의 전자우편 저장량을 줄이기 위해 최적화된 반면에, POP3 프로토콜은 보통 클라이언트에서 다운로드한 전자우편을 보관하게 된다. 대부분의 메일 클라이언트는 전자우편을 보낼 때 SMTP 프로토콜을 사용한다. 위에서 설명한 것 말고도 웹 기반의 이메일 프로그램이 있는데, 야후! 메일, 지메일, 핫메일 등이 그것이다.
대부분의 전자우편 클라이언트가 지원하는 중요한 프로토콜 가운데 하나가 이진 첨부파일을 보낼 때 쓰는 MIME이다. 첨부 파일은 본래 전자우편의 일부는 아니지만, 전자우편과 함께 보내진다.
MAPI(Messaging Application Programming Interface)는 마이크로소프트 윈도우의 독자적인 API로, 마이크로소프트 익스체인지 서버에 접근하거나 마이크로소프트 아웃룩 클라이언트와 연동하기 위한 것이다.

### 포트 번호
| 프로토콜 | 용도        | 순수 문자 세션 및 암호화 세션 | 순수 문자 세션 전용 | 암호화 세션 전용 |
| -------- | ----------- | ----------------------------- | ------------------- | ---------------- |
| POP3     | 받는 메일   | 110                           |                     | 995              |
| IMAP4    | 받는 메일   | 143                           |                     | 993              |
| SMTP     | 보내는 메일 | 25                            |                     | (비공식) 465     |
| MSA      | 보내는 메일 | 587                           |                     |                  |
| HTTP     | 웹메일      |                               | 80                  | 443              |

## 같이 보기
- Mailto
- 메시지 전송 에이전트
- 간이 우편 전송 프로토콜